# Louis II. d’Amboise
Louis II. d’Amboise (* 1477 in Chaumont-sur-Loire, Frankreich; † 3. März 1511 in Loreto, Italien) war Bischof von Autun, Bischof von Albi und Kardinal der Römischen Kirche. Er stammte aus dem Adelsgeschlecht Amboise, war ein Sohn von Charles I. d’Amboise, dem Favoriten von Ludwig XI. und Catherine de Chauvigny, und Bruder von Charles II. d’Amboise.

## Leben
D’Amboise studierte am Collège de Navarre und der Faculté des arts in Paris. Er wurde 1496 Koadjutor seines Onkels Louis I. d’Amboise, Bischof von Albi, und dieser ernannte ihn am 22. Mai 1497 zum Archidiakon von Narbonne. 1499 wurde er zum Priester geweiht und erhielt in Chartres eine Pfründe. Am 9. August 1501 wurde er von Papst Alexander VI. zum Bischof von Autun ernannt. Er blieb aber Erzdiakon von Chartres und Quästor von Sainte-Chapelle de Bourges. Im August und September 1502 war er Teil des Gefolges von Ludwig XII. während dessen Feldzuges in Italien. 1503 starb sein Onkel Louis I. d’Amboise und er wurde Bischof von Albi, wozu er bereits 1497 bestimmt worden war. Am 17. Oktober 1505 gewährte er auf Schloss Blois die Dispens für die Hochzeit von Germaine de Foix, der Nichte des Königs, mit Ferdinand II.
1506 wurde er von Papst Julius II. zum Kardinalpriester von Santi Marcellino e Pietro ernannt. Im Jahr 1507 nahm er erneut an einem Feldzug Ludwigs XII. nach Italien teil und zog in Genua mit ein.
Mit seinem Cousin Kardinal François Guillaume de Castelnau-Clermont-Ludève pilgerte er nach Loreto in der Provinz Ancona. Dort starb er am 3. März 1511 und wurde in der Basilika vom Heiligen Haus in Loreto beigesetzt. Sein Herz wurde in der Kathedrale von Albi bestattet.

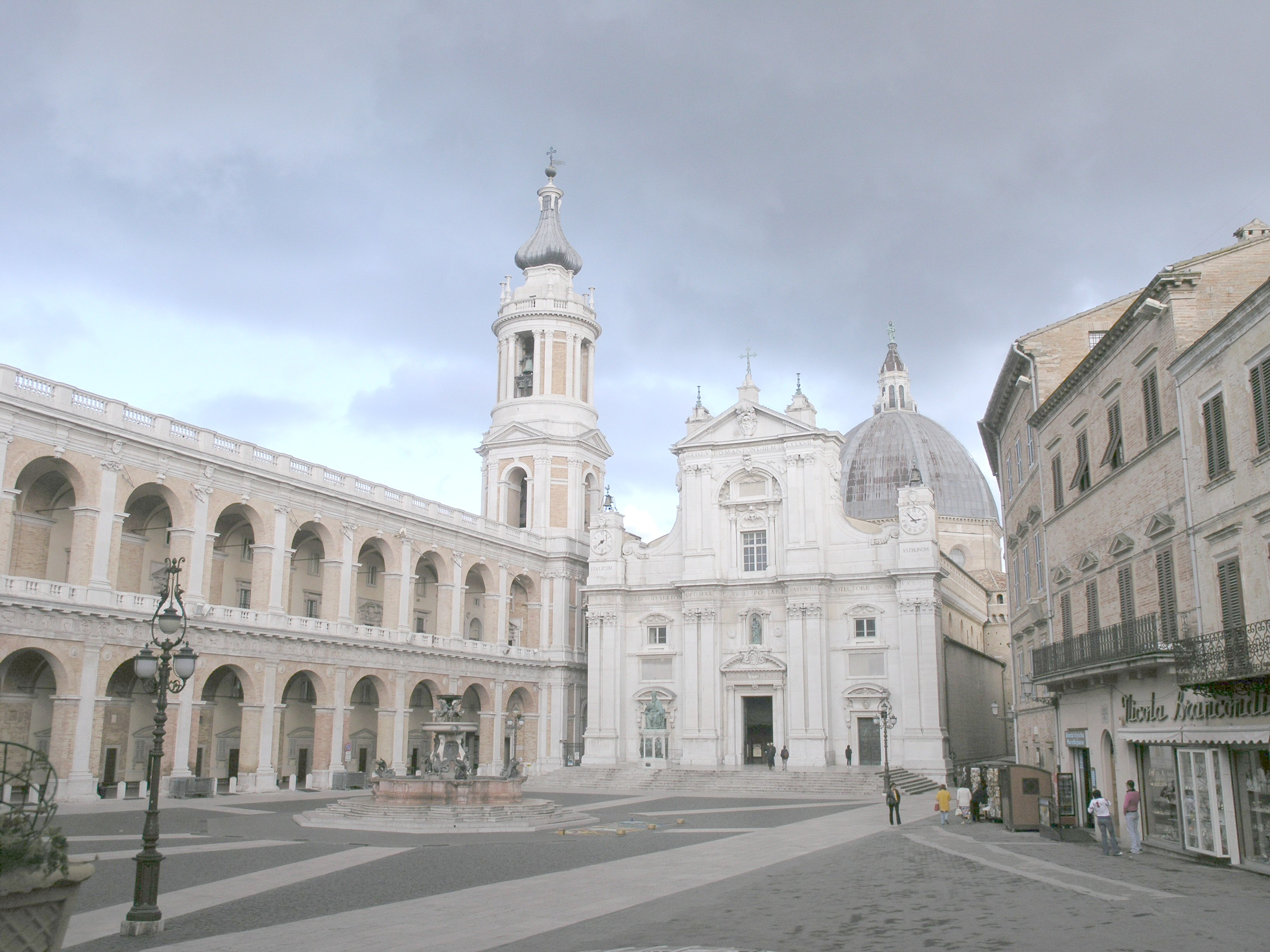
Basilika von Loreto